# ワレリー・ブレ
ワレリー・ウラジミロヴィチ・ブレ（ロシア語: Валерий Владимирович Буре, ラテン文字転写: Valerij Vladimirovich Bure, 1974年6月13日 - ）は、ロシアの元アイスホッケー選手。ポジションは右ウィング。

## 経歴
モスクワ出身（出生時はソビエト連邦）。父はミュンヘン五輪競泳ソ連代表でメダリストのウラジミール・ブレ、兄はNHLのスーパースターだったパーヴェル・ブレ。
兄とともにロシア代表としてオリンピックに2回出場、1998年長野オリンピックでは銀メダル、2002年ソルトレークシティオリンピックでは銅メダルを獲得した。
1992年のNHLドラフトでドラフト2巡全体33位でモントリオール・カナディアンズに指名された。1994年にNHLの試合にカナディアンズからデビュー、その後カルガリー・フレームス、フロリダ・パンサーズなどでプレイした。2005年8月12日にロサンゼルス・キングスと契約したが手術を行い試合に出場することはなかった。 
1996年に女優のキャンディス・キャメロンと結婚。『フルハウス』でキャメロンと共演したデイブ・クーリエによる紹介であった。夫妻はクーリエをホッケーのゲームに招待したことがある。2001年12月にアメリカ合衆国に帰化した。3人の子供がいる。 
ドリュー・マーシャルのラジオショーに出演した際に、ホッケーに復帰するつもりはなく、今後家族と過ごす時間を多く持ちたいと語っている。ブレはフロリダ州ペンブロークパインズに"The Milk and Honey Café" と呼ばれるレストランをオープンしたが、カリフォルニア州に移る際に閉鎖。現在はナパバレーでワイナリーを経営している。

## 所属チーム
- 1990-1991 CSKAモスクワ
- 1991-1994 スポケーン・チーフス

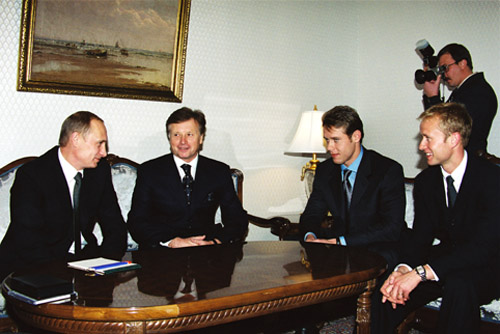
ウラジーミル・プーチン大統領（写真左）と対談するワレリー（写真右）と兄パーヴェル（写真中央右）（2001年）

- 1994-1998 モントリオール・カナディアンズ
- 1998-2001 カルガリー・フレームス
- 2001-2003 フロリダ・パンサーズ
- 2002-2003 セントルイス・ブルース
- 2003-2004 フロリダ・パンサーズ
- 2003-2004 ダラス・スターズ

## 詳細情報

### 代表歴
- 1998年オリンピック男子アイスホッケーロシア代表
- 2002年オリンピック男子アイスホッケーロシア代表